# Дом Лихтенщайн
Дом Лихтенщайн (на немски: Haus Liechtenstein) е една от най-старите аристократични фамилии на Европа. Фамилията има днес над сто членове, от които само една част живеят в Княжество Лихтенщайн.
За пръв път е споменат Хуго фон Лихтенщайн през 1136 г. Името произлиза вероятно от замъка Лихтенщайн, южно от Виена в Долна Австрия, където ранните Лихтенщайни са имали собственост.